# Comitato di Gömör-Kishont
Il comitato di Gömör-Kishont (in ungherese Gömör-Kishont vármegye o anche Gömör és Kishont vármegye, in slovacco Gemersko-malohontská župa, in tedesco Komitat Gemer und Kleinhont, in latino Comitatus Gömörinum, Gömöriensis, Gemeriensis, Geomoriensis et Kishonthensis, Kishontensis) è stato un antico comitato del Regno d'Ungheria, situato nell'attuale Slovacchia centromeridionale. Capoluogo del comitato era Rimavská Sobota (in ungherese Rimaszombat).

## Geografia fisica
Il comitato di Gömör-Kishont era situato al centro dei Carpazi e confinava con gli altri comitati di Szepes, Abaúj-Torna, Borsod, Heves, Nógrád, Zólyom e Liptó.

### Storia
In seguito al Trattato del Trianon (1920) la quasi totalità del comitato venne assegnato alla neocostituita Cecoslovacchia, salvo una piccola parte a sud che rimase ungherese e divenne parte del neocostituito comitato di Borsod-Gömör-Kishont (oggi parte della contea di Borsod-Abaúj-Zemplén).
Dall'indipendenza della Slovacchia (1993) la parte ex cecoslovacca dell'antico comitato è confluita in massima parte nell'attuale regione di Banská Bystrica.